# NASCAR-Craftsman-Truck-Series-Saison 2008

Das Logo der NASCAR Craftsman Truck Series.

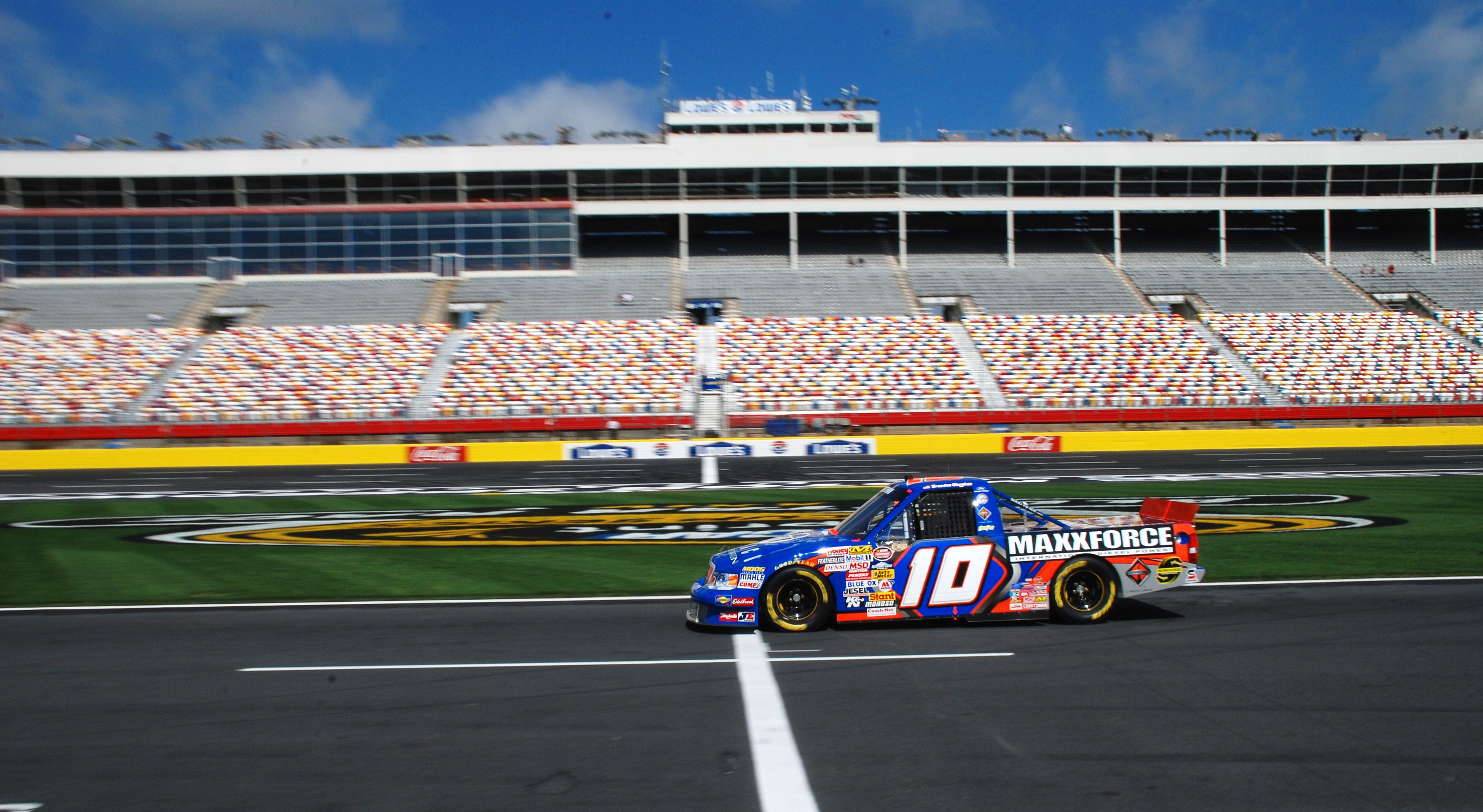
Brendan Gaughan auf dem Lowe’s Motor Speedway

Die NASCAR-Craftsman-Truck-Series-Saison 2008 begann am 15. Februar 2008 mit dem Chevy Silverado HD 250 auf dem Daytona International Speedway und endete am 14. November 2008 mit dem Ford 200 auf dem Homestead-Miami Speedway. Johnny Benson gewann die Meisterschaft vor Ron Hornaday junior.

## Teilnehmer
| Nummer | Fahrer                                                                               | Sponsoren                                                                             | Automarke | Team                           |
| ------ | ------------------------------------------------------------------------------------ | ------------------------------------------------------------------------------------- | --------- | ------------------------------ |
| 2      | Jack Sprague                                                                         | American Commercial Lines / Camping World mit RVs.com / YouCrate.com mit R+L Carriers | Chevrolet | Kevin Harvick Incorporated     |
| 4      | Stacy Compton                                                                        | Open Joist / Dodge Dealers                                                            | Dodge     | Bobby Hamilton Racing-Virginia |
| 5      | Mike Skinner                                                                         | Toyota Tundra                                                                         | Toyota    | Bill Davis Racing              |
| 6      | Colin Braun (R)                                                                      | Con-way                                                                               | Ford      | Roush Fenway Racing            |
| 7      | Andy Lally (R)/ T. J. Bell                                                           | Line-X                                                                                | Chevrolet | The Racer’s Group              |
| 07     | Sean Murphy / Shane Sieg / Ryan Lawler                                               | ASI Limited / Azko Nobel / Spectrum Metal Finishings                                  | Chevrolet | SS-Green Light Racing          |
| 8      | Chad McCumbee                                                                        |                                                                                       | Chevrolet | MRD Motorsports                |
| 08     | Jason White                                                                          | GunBroker.com                                                                         | Dodge     | SS-Green Light Racing          |
| 9      | Justin Marks (R)                                                                     | Crocs Shoes                                                                           | Toyota    | Germain Racing                 |
| 09     | Joey Clanton(nur einmal in Daytona) / Bobby East / Travis Kvapil / John Wes Townsley | Zaxby's                                                                               | Ford      | Roush Fenway Racing            |
| 10     | Brendan Gaughan                                                                      | Maxx Force Diesel                                                                     | Ford      | Circle Bar Racing              |
| 11     | David Starr                                                                          | –                                                                                     | Toyota    | Red Horse Racing               |
| 13     | Shelby Howard (R)                                                                    | Bobcat of Michiana                                                                    | Chevrolet | ThorSport Racing               |
| 14     | Rick Crawford                                                                        | Power Stroke Diesel                                                                   | Ford      | Circle Bar Racing              |
| 15     | Marc Mitchell (R)                                                                    | Ergon                                                                                 | Chevrolet | Billy Ballew Motorsports       |
| 16     | Brian Scott (R)                                                                      | Shark Energy-Drink / Albertsons                                                       | Chevrolet | Xpress Motorsports             |
| 18     | Dennis Setzer                                                                        | Melling Engine Parts                                                                  | Dodge     | Bobby Hamilton Racing-Virginia |
| 20     | Scott Lagasse jr.                                                                    | The Nicholson Group                                                                   | Ford      | JTG Racing                     |
| 21     | Jon Wood / Keven Wood                                                                | United States Air Force / The Barnhill Group                                          | Ford      | Wood Brothers Racing           |
| 22     | Phillip McGilton (R) (nur für Daytona & Fontana) Scott Speed(R) / Michael Annett (R) | Three Wide Life / Red Bull / Pilot Travel Centers                                     | Toyota    | Bill Davis Racing              |
| 23     | Johnny Benson                                                                        | Toyota Certified Used Vehicles / Exide Batteries                                      | Toyota    | Bill Davis Racing              |
| 30     | Todd Bodine                                                                          | Lumber Liquidators                                                                    | Toyota    | Germain Racing                 |
| 33     | Ron Hornaday                                                                         | Camping World                                                                         | Chevrolet | Kevin Harvick Incorporated     |
| 40     | Chad Chaffin                                                                         | Westerman Company                                                                     | Chevrolet | Key Motorsports                |
| 46     | Scott Speed / Landon Cassill                                                         | Red Bull / GoDaddy                                                                    | Chevrolet | Morgan-Dollar Motorsports      |
| 51     | Kyle Busch / David Stremme / Shane Sieg                                              | NOS Energy-Drink / Miccosukee Indian Resort & Gamingc / San Bernardino County         | Toyota    | Billy Ballew Motorsports       |
| 59     | Ted Musgrave                                                                         | Team ASE Racing                                                                       | Toyota    | HT Motorsports                 |
| 60     | Terry Cook                                                                           | TBA                                                                                   | Toyota    | Wyler Racing                   |
| 71     | Donny Lia (R)                                                                        | TBA                                                                                   | Chevrolet | The Racer’s Group              |
| 88     | Matt Crafton                                                                         | Menards                                                                               | Chevrolet | ThorSport Racing               |
| 99     | Erik Darnell                                                                         | Northern Tool and Equipment                                                           | Ford      | Roush Fenway Racing            |

(R) = Rookie (Neuling)

## Rennkalender
| Datum         | Rennstrecke                           | Rennen                               | Pole-Position       | Sieger              |
| ------------- | ------------------------------------- | ------------------------------------ | ------------------- | ------------------- |
| 15. Februar   | Daytona International Speedway        | Chevy Silverado HD 250               | Erik Darnell        | Todd Bodine         |
| 23. Februar   | Auto Club Speedway                    | San Bernardino County 200            | Ron Hornaday junior | Kyle Busch          |
| 7. März       | Atlanta Motor Speedway                | American Commercial Lines 200        | Ron Hornaday junior | Kyle Busch          |
| 29. März      | Martinsville Speedway                 | Kroger 250                           | Jack Sprague        | Dennis Setzer       |
| 26. April     | Kansas Speedway                       | O’Reilly Auto Parts 250              | Ron Hornaday junior | Ron Hornaday junior |
| 16. Mai       | Lowe’s Motor Speedway                 | North Carolina Education Lottery 200 | Kyle Busch          | Matt Crafton        |
| 24. Mai       | Mansfield Motorsports Speedway        | Ohio 250                             | Johnny Benson       | Donny Lia           |
| 30. Mai       | Dover International Speedway          | AAA Insurance 200                    | Mike Skinner        | Scott Speed         |
| 6. Juni       | Texas Motor Speedway                  | Sam’s Town 400                       | Justin Marks        | Ron Hornaday junior |
| 14. Juni      | Michigan International Speedway       | Cool City Customs 200                | Mike Skinner        | Erik Darnell        |
| 20. Juni      | Milwaukee Mile                        | Camping World RV Sales 200           | Johnny Benson       | Johnny Benson       |
| 28. Juni      | Memphis Motorsports Park              | O’Reilly 200                         | Johnny Benson       | Ron Hornaday junior |
| 12. Juli      | Kentucky Speedway                     | Built Ford Tough 225                 | Mike Skinner        | Johnny Benson       |
| 25. Juli      | O’Reilly Raceway Park at Indianapolis | Power Stroke Diesel 200              | Bobby East          | Johnny Benson       |
| 9. August     | Nashville Superspeedway               | Toyota Tundra 200                    | Todd Bodine         | Johnny Benson       |
| 20. August    | Bristol Motor Speedway                | O’Reilly 200                         | Scott Speed         | Kyle Busch          |
| 6. September  | Gateway International Raceway         | Camping World 200                    | Dennis Setzer       | Ron Hornaday junior |
| 13. September | New Hampshire Motor Speedway          | Camping World RV Rental 200          | Johnny Benson       | Ron Hornaday junior |
| 22. September | Las Vegas Motor Speedway              | Qwik Liner Las Vegas 350             | Ron Hornaday junior | Mike Skinner        |
| 4. Oktober    | Talladega Superspeedway               | Mountain Dew 250                     | Erik Darnell        | Todd Bodine         |
| 18. Oktober   | Martinsville Speedway                 | Kroger 200                           | Ron Hornaday junior | Johnny Benson       |
| 25. Oktober   | Atlanta Motor Speedway                | E-Z-GO 200                           | Johnny Benson       | Ryan Newman         |
| 31. Oktober   | Texas Motor Speedway                  | Chevy Silverado 350K                 | Rick Crawford       | Ron Hornaday junior |
| 7. November   | Phoenix International Raceway         | Lucas Oil 150                        | Ron Hornaday junior | Kevin Harvick       |
| 14. November  | Homestead-Miami Speedway              | Ford 200                             | Mike Skinner        | Todd Bodine         |

## Rennen

### Chevy Silverado HD 250 – Daytona Beach, Florida
Das erste Rennen der Saison fand am 17. Februar 2007 auf dem Daytona International Speedway in Daytona Beach, Florida statt.
Top 10 Platzierungen:
| Platz | Nr. | Fahrer        | Automarke | Team                           |
| ----- | --- | ------------- | --------- | ------------------------------ |
| 1     | 30  | Todd Bodine   | Toyota    | Germain Racing                 |
| 2     | 51  | Kyle Busch    | Toyota    | Billy Ballew Motorsports       |
| 3     | 23  | Johnny Benson | Toyota    | Bill Davis Racing              |
| 4     | 11  | David Starr   | Toyota    | Red Horse Racing               |
| 5     | 14  | Rick Crawford | Ford      | Circle Bar Racing              |
| 6     | 4   | Stacy Compton | Dodge     | Bobby Hamilton Racing-Virginia |
| 7     | 8   | Chad McCumbee | Chevrolet | MRD Motorsports                |
| 8     | 9   | Justin Marks  | Toyota    | Germain Racing                 |
| 9     | 16  | Brian Scott   | Chevrolet | Xpress Motorsports             |
| 10    | 18  | Dennis Setzer | Dodge     | Bobby Hamilton Racing-Virginia |

### San Bernardino County 200
Das zweite Rennen der Saison fand am 23. Februar 2007 auf dem Auto Club Speedway in Fontana, Kalifornien statt.
Top 10 Platzierungen:
| Platz | Nr. | Fahrer              | Automarke | Team                       |
| ----- | --- | ------------------- | --------- | -------------------------- |
| 1     | 51  | Kyle Busch          | Toyota    | Billy Ballew Motorsports   |
| 2     | 30  | Todd Bodine         | Toyota    | Germain Racing             |
| 3     | 23  | Johnny Benson       | Toyota    | Bill Davis Racing          |
| 4     | 60  | Terry Cook          | Toyota    | Wyler Racing               |
| 5     | 33  | Ron Hornaday junior | Chevrolet | Kevin Harvick Incorporated |
| 6     | 59  | Ted Musgrave        | Toyota    | HT Motorsports             |
| 7     | 09  | Travis Kvapil       | Ford      | Roush Fenway Racing        |
| 8     | 5   | Mike Skinner        | Toyota    | Bill Davis Racing          |
| 9     | 16  | Brian Scott         | Chevrolet | Xpress Motorsports         |
| 10    | 22  | Phillip McGilton    | Toyota    | Bill Davis Racing          |

### American Commercial Lines 200
Das dritte Rennen der Saison fand am 7. März 2008 auf dem Atlanta Motor Speedway in Hampton, Georgia statt.
Top 10 Platzierungen:
| Platz | Nr. | Fahrer              | Automarke | Team                       |
| ----- | --- | ------------------- | --------- | -------------------------- |
| 1     | 51  | Kyle Busch          | Toyota    | Billy Ballew Motorsports   |
| 2     | 33  | Ron Hornaday junior | Chevrolet | Kevin Harvick Incorporated |
| 3     | 5   | Mike Skinner        | Toyota    | Bill Davis Racing          |
| 4     | 88  | Matt Crafton        | Chevrolet | ThorSport Racing           |
| 5     | 8   | Chad McCumbee       | Chevrolet | MRD Motorsports            |
| 6     | 2   | Jack Sprague        | Chevrolet | Kevin Harvick Incorporated |
| 7     | 59  | Ted Musgrave        | Toyota    | HT Motorsports             |
| 8     | 5   | Terry Cook          | Toyota    | Wyler Racing               |
| 9     | 30  | Todd Bodine         | Toyota    | Germain Racing             |
| 10    | 21  | Jon Wood            | Ford      | Wood Brothers Racing       |

### Kroger 250 – Martinsville, Virginia
Das vierte Rennen der Saison fand am 29. März 2008 auf dem Martinsville Speedway in Martinsville, Virginia statt.
Top 10 Platzierungen:
| Platz | Nr. | Fahrer        | Automarke | Team                           |
| ----- | --- | ------------- | --------- | ------------------------------ |
| 1     | 18  | Dennis Setzer | Dodge     | Bobby Hamilton Racing-Virginia |
| 2     | 88  | Matt Crafton  | Chevrolet | ThorSport Racing               |
| 3     | 14  | Rick Crawford | Ford      | Circle Bar Racing              |
| 4     | 52  | Ken Schrader  | Toyota    | Ken Schrader Racing            |
| 5     | 99  | Erik Darnell  | Ford      | Roush Fenway Racing            |
| 6     | 11  | David Starr   | Toyota    | Red Horse Racing               |
| 7     | 09  | Travis Kvapil | Ford      | Roush Fenway Racing            |
| 8     | 33  | Ron Hornaday  | Chevrolet | Kevin Harvick Incorporated     |
| 9     | 71  | Donny Lia     | Chevrolet | TRG Motorsports                |
| 10    | 46  | Scott Speed   | Chevrolet | Morgan-Dollar Motorsports      |

### O’Reilly Auto Parts 250 – Kansas City, Kansas
Das fünfte Rennen der Saison fand am 26. April 2008 auf dem Kansas Speedway in Kansas, Kansas statt.
Top 10 Platzierungen:
| Platz | Nr. | Fahrer          | Automarke | Team                       |
| ----- | --- | --------------- | --------- | -------------------------- |
| 1     | 33  | Ron Hornaday    | Chevrolet | Kevin Harvick Incorporated |
| 2     | 2   | Jack Sprague    | Chevrolet | Kevin Harvick Incorporated |
| 3     | 6   | Colin Braun     | Ford      | Roush Fenway Racing        |
| 4     | 23  | Johnny Benson   | Toyota    | Bill Davis Racing          |
| 5     | 5   | Mike Skinner    | Toyota    | Bill Davis Racing          |
| 6     | 10  | Brendan Gaughan | Ford      | Circle Bar Racing          |
| 7     | 8   | Chad McCumbee   | Chevrolet | MRD Motorsports            |
| 8     | 22  | Scott Speed     | Toyota    | Bill Davis Racing          |
| 9     | 14  | Rick Crawford   | Ford      | Circle Bar Racing          |
| 10    | 59  | Ted Musgrave    | Toyota    | HT Motorsports             |

### North Carolina Education Lottery 200 – Concord, North Carolina

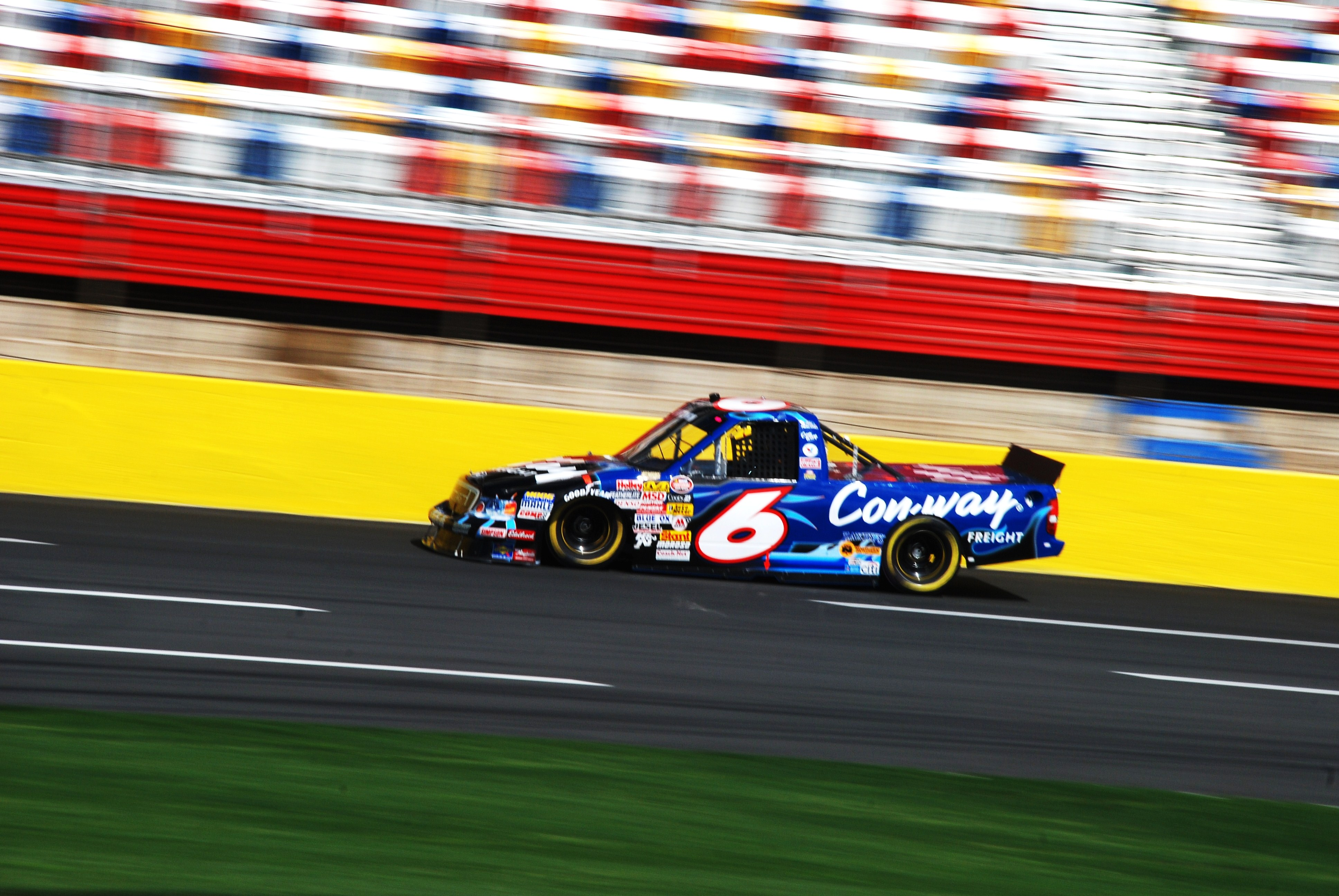
Colin Braun in Concord

Das sechste Rennen der Saison fand am 16. Mai 2008 auf dem Lowe’s Motor Speedway in Concord, North Carolina statt.
Top 10 Platzierungen:
| Platz | Nr. | Fahrer          | Automarke | Team                           |
| ----- | --- | --------------- | --------- | ------------------------------ |
| 1     | 88  | Matt Crafton    | Chevrolet | ThorSport Racing               |
| 2     | 8   | Chad McCumbee   | Chevrolet | MRD Motorsports                |
| 3     | 10  | Brendan Gaughan | Ford      | Circle Bar Racing              |
| 4     | 99  | Erik Darnell    | Ford      | Roush Fenway Racing            |
| 5     | 14  | Rick Crawford   | Ford      | Circle Bar Racing              |
| 6     | 60  | Terry Cook      | Toyota    | Wyler Racing                   |
| 7     | 18  | Dennis Setzer   | Dodge     | Bobby Hamilton Racing-Virginia |
| 8     | 51  | Kyle Busch      | Toyota    | Billy Ballew Motorsports       |
| 9     | 46  | Landon Cassill  | Chevrolet | Morgan-Dollar Motorsports      |
| 10    | 5   | Mike Skinner    | Toyota    | Bill Davis Racing              |

### Ohio 250 – Mansfield, Ohio
Das siebte Rennen der Saison fand am 24. Mai 2008 im Mansfield Motorsports Park in Mansfield, Ohio statt.
Top 10 Platzierungen:
| Platz | Nr. | Fahrer        | Automarke | Team                           |
| ----- | --- | ------------- | --------- | ------------------------------ |
| 1     | 71  | Donny Lia     | Chevrolet | TRG Motorsports                |
| 2     | 11  | David Starr   | Toyota    | Red Horse Racing               |
| 3     | 30  | Todd Bodine   | Toyota    | Germain Racing                 |
| 4     | 60  | Terry Cook    | Toyota    | Wyler Racing                   |
| 5     | 5   | Mike Skinner  | Toyota    | Bill Davis Racing              |
| 6     | 13  | Shelby Howard | Chevrolet | ThorSport Racing               |
| 7     | 2   | Jack Sprague  | Chevrolet | Kevin Harvick Incorporated     |
| 8     | 23  | Johnny Benson | Toyota    | Bill Davis Racing              |
| 9     | 07  | Sean Murphy   | Chevrolet | SS-Green Light Racing          |
| 10    | 4   | Stacy Compton | Dodge     | Bobby Hamilton Racing-Virginia |

### AAA Insurance 200 – Dover, Delaware
Das achte Rennen der Saison fand am 30. Mai 2008 auf dem Dover International Speedway in Dover, Delaware statt.
Top 10 Platzierungen:
| Platz | Nr. | Fahrer        | Automarke | Team                       |
| ----- | --- | ------------- | --------- | -------------------------- |
| 1     | 22  | Scott Speed   | Toyota    | Bill Davis Racing          |
| 2     | 2   | Jack Sprague  | Chevrolet | Kevin Harvick Incorporated |
| 3     | 33  | Ron Hornaday  | Chevrolet | Kevin Harvick Incorporated |
| 4     | 09  | Travis Kvapil | Ford      | Roush Fenway Racing        |
| 5     | 88  | Matt Crafton  | Ford      | ThorSport Racing           |
| 6     | 11  | David Starr   | Toyota    | Red Horse Racing           |
| 7     | 5   | Mike Skinner  | Toyota    | Bill Davis Racing          |
| 8     | 6   | Colin Braun   | Ford      | Roush Fenway Racing        |
| 9     | 14  | Rick Crawford | Ford      | Circle Bar Racing          |
| 10    | 23  | Johnny Benson | Toyota    | Bill Davis Racing          |

### Sam’s Town 400 – Fort Worth, Texas
Das neunte Rennen der Saison fand am 6. Juni 2007 auf dem Texas Motor Speedway in Fort Worth, Texas statt.
Top 10 Platzierungen:
| Platz | Nr. | Fahrer        | Automarke | Team                       |
| ----- | --- | ------------- | --------- | -------------------------- |
| 1     | 33  | Ron Hornaday  | Chevrolet | Kevin Harvick Incorporated |
| 2     | 51  | Kyle Busch    | Toyota    | Billy Ballew Motorsports   |
| 3     | 23  | Johnny Benson | Toyota    | Bill Davis Racing          |
| 4     | 2   | Jack Sprague  | Chevrolet | Kevin Harvick Incorporated |
| 5     | 30  | Todd Bodine   | Toyota    | Germain Racing             |
| 6     | 8   | Chad McCumbee | Chevrolet | MRD Motorsports            |
| 7     | 88  | Matt Crafton  | Chevrolet | ThorSport Racing           |
| 8     | 09  | Bobby East    | Ford      | Roush Fenway Racing        |
| 9     | 5   | Mike Skinner  | Toyota    | Bill Davis Racing          |
| 10    | 21  | Jon Wood      | Ford      | Wood Brothers Racing       |

### Cool City Customs 200 – Brooklyn, Michigan

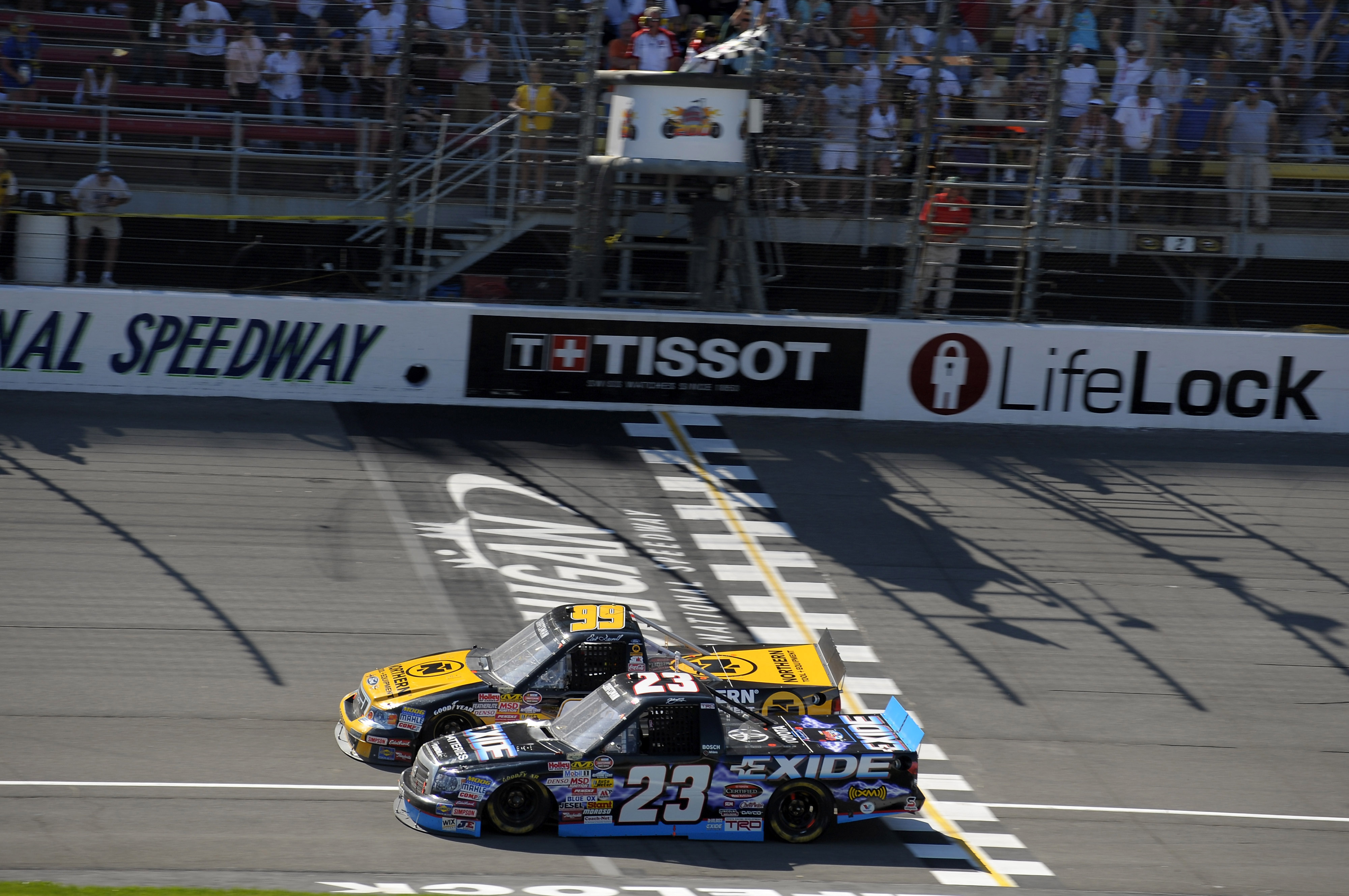
Erik Darnell und Johnny Benson beim engsten Zieleinlauf seit Einführung der elektronischen Zeitmessung

Das zehnte Rennen der Saison fand am 14. Juni 2008 auf dem Michigan International Speedway in Brooklyn, Michigan statt.
Top 10 Platzierungen:
| Platz | Nr. | Fahrer          | Automarke | Team                     |
| ----- | --- | --------------- | --------- | ------------------------ |
| 1     | 99  | Erik Darnell    | Ford      | Roush Fenway Racing      |
| 2     | 23  | Johnny Benson   | Toyota    | Bill Davis Racing        |
| 3     | 22  | Scott Speed     | Toyota    | Bill Davis Racing        |
| 4     | 30  | Todd Bodine     | Toyota    | Germain Racing           |
| 5     | 10  | Brendan Gaughan | Ford      | Circle Bar Racing        |
| 6     | 6   | Colin Braun     | Ford      | Roush Fenway Racing      |
| 7     | 51  | Kyle Busch      | Toyota    | Billy Ballew Motorsports |
| 8     | 5   | Mike Skinner    | Toyota    | Bill Davis Racing        |
| 9     | 8   | Chad McCumbee   | Chevrolet | MRD Motorsports          |
| 10    | 60  | Terry Cook      | Toyota    | Wyler Racing             |

### Camping World RV Sales 200 – West Allis, Wisconsin
Das elfte Rennen der Saison fand am 20. Juni 2008 auf der Milwaukee Mile in West Allis, Wisconsin statt.
Top 10 Platzierungen:
| Platz | Nr. | Fahrer         | Automarke | Team                       |
| ----- | --- | -------------- | --------- | -------------------------- |
| 1     | 23  | Johnny Benson  | Toyota    | Bill Davis Racing          |
| 2     | 88  | Matt Crafton   | Chevrolet | ThorSport Racing           |
| 3     | 46  | Landon Cassill | Chevrolet | Morgan-Dollar Motorsports  |
| 4     | 99  | Erik Darnell   | Ford      | Roush Fenway Racing        |
| 5     | 30  | Todd Bodine    | Toyota    | Germain Racing             |
| 6     | 22  | Michael Annett | Toyota    | Bill Davis Racing          |
| 7     | 33  | Ron Hornaday   | Chevrolet | Kevin Harvick Incorporated |
| 8     | 14  | Rick Crawford  | Ford      | Circle Bar Racing          |
| 9     | 60  | Terry Cook     | Toyota    | Wyler Racing               |
| 10    | 5   | Mike Skinner   | Toyota    | Bill Davis Racing          |

### O’Reilly 200 – Memphis, Tennessee
Das zwölfte Rennen der Saison fand am 28. Juni 2008 im Memphis Motorsports Park in Memphis, Tennessee statt.
Top 10 Platzierungen:
| Platz | Nr. | Fahrer        | Automarke | Team                           |
| ----- | --- | ------------- | --------- | ------------------------------ |
| 1     | 33  | Ron Hornaday  | Chevrolet | Kevin Harvick Incorporated     |
| 2     | 99  | Erik Darnell  | Ford      | Roush Fenway Racing            |
| 3     | 88  | Matt Crafton  | Chevrolet | ThorSport Racing               |
| 4     | 14  | Rick Crawford | Ford      | Circle Bar Racing              |
| 5     | 11  | David Starr   | Toyota    | Red horse Racing               |
| 6     | 2   | Jack Sprague  | Chevrolet | Kevin Harvick Incorporated     |
| 7     | 5   | Mike Skinner  | Toyota    | Bill Davis Racing              |
| 8     | 09  | Bobby East    | Ford      | Roush Fenway Racing            |
| 9     | 51  | Shane Sieg    | Toyota    | Billy Ballew Motorsports       |
| 10    | 4   | Stacy Compton | Dodge     | Bobby Hamilton Racing-Virginia |

### Built Ford Tough 225 – Sparta, Kentucky
Das 13. Rennen der Saison fand am 19. Juli 2008 im Kentucky Speedway in Sparta, Kentucky statt.
Top 10 Platzierungen:
| Platz | Nr. | Fahrer         | Automarke | Team                           |
| ----- | --- | -------------- | --------- | ------------------------------ |
| 1     | 23  | Johnny Benson  | Toyota    | Bill Davis Racing              |
| 2     | 22  | Michael Annett | Toyota    | Bill Davis Racing              |
| 3     | 88  | Matt Crafton   | Chevrolet | ThorSport Racing               |
| 4     | 18  | Dennis Setzer  | Dodge     | Bobby Hamilton Racing-Virginia |
| 5     | 11  | David Starr    | Toyota    | Red Horse Racing               |
| 6     | 51  | Kyle Busch     | Toyota    | Billy Ballew Motorsports       |
| 7     | 5   | Mike Skinner   | Toyota    | Bill Davis Racing              |
| 8     | 60  | Terry Cook     | Toyota    | Wyler Racing                   |
| 9     | 15  | Marc MitchellR | Toyota    | Billy Ballew Motorsports       |
| 10    | 33  | Ron Hornaday   | Chevrolet | Kevin Harvick Incorporated     |

### Power Stroke Diesel 200 – Clermont, Indiana
Das 14. Rennen der Saison fand am 25. Juli 2008 im O’Reilly Raceway Park at Indianapolis in Indianapolis, Indiana statt.
Top 10 Platzierungen:
| Platz | Nr. | Fahrer          | Automarke | Team                       |
| ----- | --- | --------------- | --------- | -------------------------- |
| 1     | 23  | Johnny Benson   | Toyota    | Bill Davis Racing          |
| 2     | 33  | Ron Hornaday    | Chevrolet | Kevin Harvick Incorporated |
| 3     | 99  | Erik Darnell    | Ford      | Roush Fenway Racing        |
| 4     | 88  | Matt Crafton    | Chevrolet | ThorSport Racing           |
| 5     | 13  | Shelby Howard   | Chevrolet | ThorSport Racing           |
| 6     | 10  | Brendan Gaughan | Ford      | Circle Bar Racing          |
| 7     | 7   | T. J. Bell      | Chevrolet | The Racer’s Group          |
| 8     | 51  | Kyle Busch      | Toyota    | Billy Ballew Motorsports   |
| 9     | 71  | Donny Lia       | Chevrolet | The Racer’s Group          |
| 10    | 5   | Mike Skinner    | Chevrolet | MRD Motorsports            |

### Toyota Tundra 200 – Nashville, Tennessee
Das 15. Rennen der Saison fand am 9. August 2008 im Nashville Superspeedway in Nashville, Tennessee statt.
Top 10 Platzierungen:
| Platz | Nr. | Fahrer        | Automarke | Team                           |
| ----- | --- | ------------- | --------- | ------------------------------ |
| 1     | 23  | Johnny Benson | Toyota    | Bill Davis Racing              |
| 2     | 99  | Erik Darnell  | Ford      | Roush Fenway Racing            |
| 3     | 30  | Todd Bodine   | Toyota    | Germain Racing                 |
| 4     | 2   | Jack Sprague  | Chevy     | Kevin Harvick Incorporated     |
| 5     | 33  | Ron Hornaday  | Chevy     | Kevin Harvick Incorporated     |
| 6     | 6   | Colin BraunR  | Ford      | Roush Fenway Racing            |
| 7     | 4   | Stacy Compton | Dodge     | Bobby Hamilton Racing-Virginia |
| 8     | 59  | Ted Musgrave  | Toyota    | HT Motorsports                 |
| 9     | 11  | David Starr   | Toyota    | Red Horse Racing               |
| 10    | 8   | Chad McCumbee | Chevrolet | MRD Motorsports                |

### O’Reilly 200 – Bristol, Tennessee
Das 16. Rennen der Saison fand am 20. August 2008 auf dem Bristol Motor Speedway in Bristol, Tennessee statt.
Top 10 Platzierungen:
| Platz | Nr. | Fahrer        | Automarke | Team                           |
| ----- | --- | ------------- | --------- | ------------------------------ |
| 1     | 51  | Kyle Busch    | Toyota    | Billy Ballew Motorsports       |
| 2     | 30  | Todd Bodine   | Toyota    | Germain Racing                 |
| 3     | 22  | Scott Speed   | Toyota    | Bill Davis Racing              |
| 4     | 23  | Johnny Benson | Toyota    | Bill Davis Racing              |
| 5     | 14  | Rick Crawford | Ford      | Circle Bar Racing              |
| 6     | 7   | T. J. Bell    | Chevrolet | TRG Motorsports                |
| 7     | 5   | Mike Skinner  | Toyota    | Bill Davis Racing              |
| 8     | 18  | Dennis Setzer | Dodge     | Bobby Hamilton Racing-Virginia |
| 9     | 15  | David Stremme | Toyota    | Billy Ballew Motorsports       |
| 10    | 59  | Ted Musgrave  | Toyota    | HT Motorsports                 |

### Camping World 200 – Madison, Illinois
Das 17. Rennen der Saison fand am 6. September 2008 auf dem Gateway International Raceway in Madison, Illinois statt.
Top 10 Platzierungen:
| Platz | Nr. | Fahrer        | Automarke | Team                           |
| ----- | --- | ------------- | --------- | ------------------------------ |
| 1     | 33  | Ron Hornaday  | Chevrolet | Kevin Harvick Incorporated     |
| 2     | 18  | Dennis Setzer | Dodge     | Bobby Hamilton Racing-Virginia |
| 3     | 23  | Johnny Benson | Toyota    | Bill Davis Racing              |
| 4     | 30  | Todd Bodine   | Toyota    | Germain Racing                 |
| 5     | 2   | Jack Sprague  | Chevy     | Kevin Harvick Incorporated     |
| 6     | 99  | Erik Darnell  | Ford      | Roush Fenway Racing            |
| 7     | 5   | Mike Skinner  | Toyota    | Bill Davis Racing              |
| 8     | 14  | Rick Crawford | Ford      | Circle Bar Racing              |
| 9     | 6   | Colin BraunR  | Ford      | Roush Fenway Racing            |
| 10    | 59  | Ted Musgrave  | Toyota    | HT Motorsports                 |

### Camping World RV Rental 200 – Loudon, New Hampshire
Das 18. Rennen der Saison fand am 13. September 2008 auf dem New Hampshire International Speedway in Loudon, New Hampshire statt.
Top 10 Platzierungen:
| Platz | Nr. | Fahrer          | Automarke | Team                       |
| ----- | --- | --------------- | --------- | -------------------------- |
| 1     | 33  | Ron Hornaday    | Chevrolet | Kevin Harvick Incorporated |
| 2     | 23  | Johnny Benson   | Toyota    | Bill Davis Racing          |
| 3     | 09  | Travis Kvapil   | Ford      | Roush Fenway Racing        |
| 4     | 99  | Erik Darnell    | Ford      | Roush Fenway Racing        |
| 5     | 14  | Rick Crawford   | Ford      | Circle Bar Racing          |
| 6     | 51  | Kyle Busch      | Toyota    | Billy Ballew Motorsports   |
| 7     | 11  | David Starr     | Toyota    | Red Horse Racing           |
| 8     | 16  | Brian Scott (R) | Chevrolet | Xpress Motorsports         |
| 9     | 2   | Jack Sprague    | Chevrolet | Kevin Harvick Incorporated |
| 10    | 7   | T. J. Bell      | Chevrolet | The Racer’s Group          |

### Qwik Liner Las Vegas 350 – Las Vegas, Nevada
Das 19. Rennen der Saison fand am 20. September 2008 auf dem Las Vegas Motor Speedway in Las Vegas, Nevada statt.
Top 10 Platzierungen:
| Platz | Nr. | Fahrer        | Automarke | Team                       |
| ----- | --- | ------------- | --------- | -------------------------- |
| 1     | 5   | Mike Skinner  | Toyota    | Bill Davis Racing          |
| 2     | 99  | Erik Darnell  | Ford      | Roush Fenway Racing        |
| 3     | 88  | Matt Crafton  | Chevrolet | ThorSport Racing           |
| 4     | 15  | John Andretti | Toyota    | Billy Ballew Motorsports   |
| 5     | 33  | Ron Hornaday  | Chevrolet | Kevin Harvick Incorporated |
| 6     | 14  | Kyle Busch    | Ford      | Circle Bar Racing          |
| 7     | 40  | Jeff Green    | Chevrolet | Key Motorsports            |
| 8     | 7   | T. J. Bell    | Chevrolet | The Racer’s Group          |
| 9     | 30  | Todd Bodine   | Toyota    | Germain Racing             |
| 10    | 81  | Donny LiaR    | Chevrolet | Randy Moss Motorsports     |

### Mountain Dew 250 – Talladega, Alabama
Das 20. Rennen der Saison fand am 4. Oktober 2008 auf dem Talladega Superspeedway in Talladega, Alabama statt.
Top 10 Platzierungen:
| Platz | Nr. | Fahrer         | Automarke | Team                       |
| ----- | --- | -------------- | --------- | -------------------------- |
| 1     | 30  | Todd Bodine    | Toyota    | Germain Racing             |
| 2     | 33  | Ron Hornaday   | Chevrolet | Kevin Harvick Incorporated |
| 3     | 51  | Kyle Busch     | Toyota    | Billy Ballew Motorsports   |
| 4     | 6   | Colin BraunR   | Ford      | Roush Fenway Racing        |
| 5     | 9   | Mike Wallace   | Toyota    | Germain Racing             |
| 6     | 81  | Landon Cassill | Chevrolet | Randy Moss Motorsports     |
| 7     | 16  | Brian ScottR   | Toyota    | Xpress Motorsports         |
| 8     | 7   | T. J. Bell     | Chevrolet | The Racer’s Group          |
| 9     | 5   | Mike Skinner   | Toyota    | Germain Racing             |
| 10    | 8   | Chad McCumbee  | Chevrolet | MRD Motorsports            |

### Kroger 200 – Martinsville, Virginia
Das 21. Rennen der Saison fand am 18. Oktober 2008 auf dem Martinsville Speedway in Martinsville, Virginia statt.

### E-Z-GO 200 – Hampton, Georgia
Das 22. Rennen der Saison fand am 25. Oktober 2008 auf dem Atlanta Motor Speedway in Hampton, Georgia statt.
Top 10 Platzierungen:
| Platz | Nr. | Fahrer          | Automarke | Team                       |
| ----- | --- | --------------- | --------- | -------------------------- |
| 1     | 2   | Ryan Newman     | Chevrolet | Kevin Harvick Incorporated |
| 2     | 33  | Ron Hornaday    | Chevrolet | Kevin Harvick Incorporated |
| 3     | 15  | Denny Hamlin    | Toyota    | Billy Ballew Motorsports   |
| 4     | 30  | Todd Bodine     | Toyota    | Germain Racing             |
| 5     | 22  | Scott Speed     | Toyota    | Bill Davis Racing          |
| 6     | 99  | Erik Darnell    | Ford      | Roush Fenway Racing        |
| 7     | 23  | Johnny Benson   | Toyota    | Bill Davis Racing          |
| 8     | 51  | Kyle Busch      | Toyota    | Billy Ballew Motorsports   |
| 9     | 7   | T. J. Bell      | Chevrolet | The Racer’s Group          |
| 10    | 16  | Brian Scott (R) | Chevrolet | Xpress Motorsports         |

### Chevy Silverado 350K – Fort Worth, Texas
Das 23. Rennen der Saison fand am 31. Oktober 2008 auf dem Texas Motor Speedway in Fort Worth, Texas statt.

### Casino Arizona 150 – Avondale, Arizona
Das 24. Rennen der Saison fand am 7. November 2008 auf dem Phoenix International Raceway in Avondale, Arizona statt.

### Ford 200 – Homestead, Florida
Das 25. und letzte Rennen der Saison fand am 14. November 2008 auf dem Homestead-Miami Speedway in Homestead, Florida statt.